# Helena Glinskaja

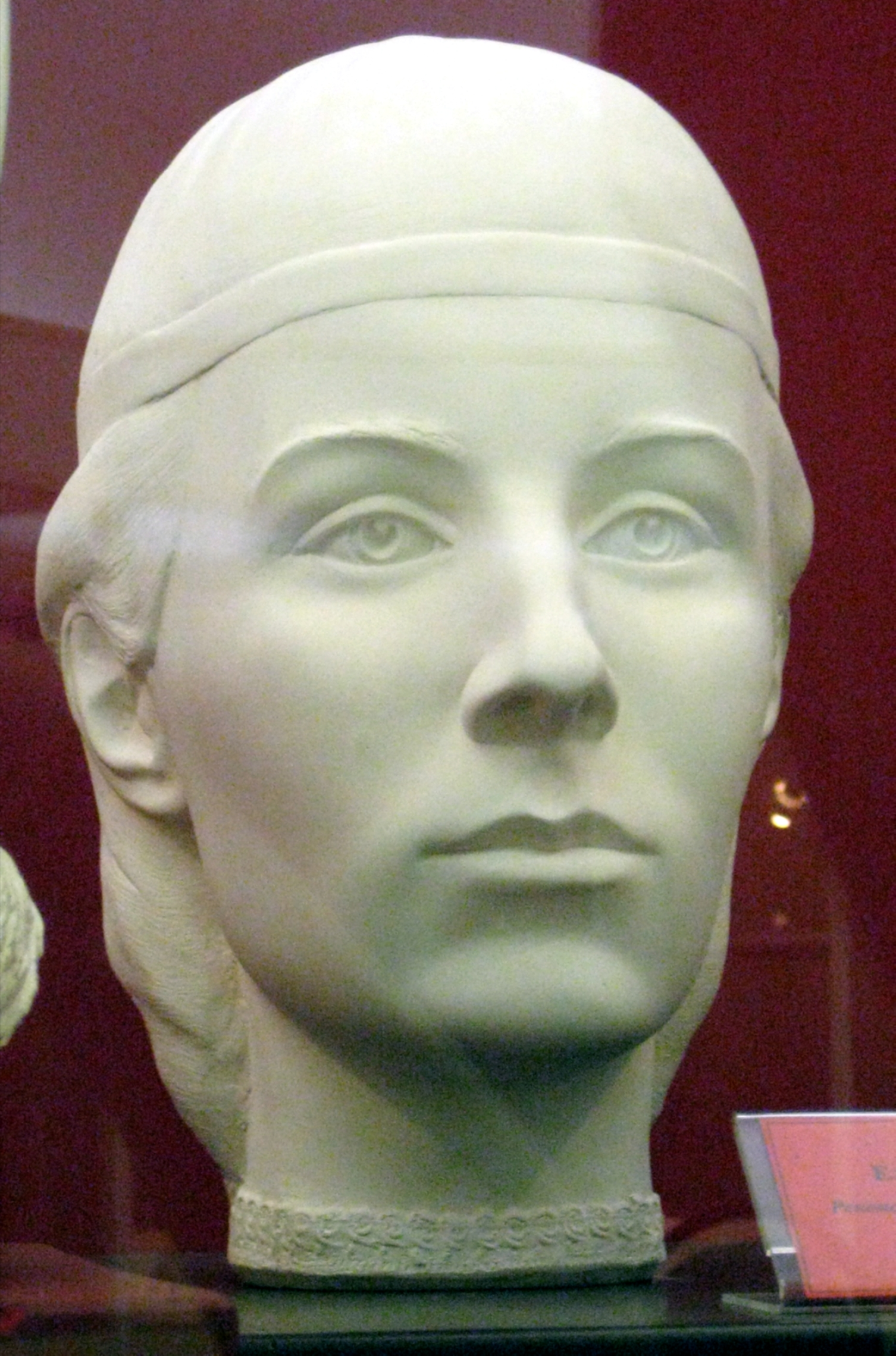
Helena Glinskaja (Rekonstruktion des Gesichts)

Helena Glinskaja (russisch Еле́на Васи́льевна Гли́нская; Jelena Wassiljewna Glinskaja) (* um 1506; † 4. April 1538 in Moskau) war von 1533 bis 1538 während der Minderjährigkeit ihres Sohnes Iwans IV. Regentin von Russland.

## Leben
Helena war Tochter des von den Lipka-Tataren abstammenden Fürsten Wassili Lwowitsch Glinski (russ. Васи́лий Львович Гли́нский) und dessen Gemahlin Anna aus dem serbischen Geschlecht der Jakšić. Ihr Onkel väterlicherseits war Michail Lwowitsch Glinski, mütterlicherseits stammte sie von dem serbischen Woiwoden Stefan Jakšić ab.
Helena wurde 1526 die zweite Gemahlin des Großfürsten Wassili III. von Moskau, der zuvor zwanzig Jahre  mit Solomonija Jurjewna Saburowa (russisch Соломония Юрьевна Сабурова) (ca. 1490–18. Dezember 1542) aus dem mächtigen Bojarengeschlecht Saburow-Godunow, aus dem auch Boris Godunow stammte, verheiratet gewesen war und diese wegen ihrer Kinderlosigkeit ins Kloster geschickt hatte. Aus der Ehe stammen der spätere Zar Iwan IV. und der gehörlose Juri (Georgij) (* 1532; † 1563), Fürst von Uglitsch.
Als ihr Mann 1533 starb, übernahm Helena die Regierung für den dreijährigen Iwan. Vormund des jungen Großfürsten war zunächst dessen Großonkel Michail Glinski, der in den vergangenen Jahren bereits großen Einfluss auf Wassili III. gehabt hatte. Helena, die sich seinem Einfluss entziehen wollte, ließ ihren Onkel nach nur wenigen Monaten ins Gefängnis werfen, wo er verhungerte.
Helenas Regierungsgrundsätze entsprachen den Grundsätzen der Zeit Wassilis III. und ihre Regentschaft war von Erfolgen gekennzeichnet. Eine besondere Rolle spielten hierbei der Favorit der Regentin, Fürst Iwan Fjodorowitsch Telepnew-Owtschina-Obolenski (Иван Фёдорович Телепнев-Овчина-Оболенский), und Metropolit Daniil (Даниил). Es gelang, erneut in Erscheinung tretende separatistische Bestrebungen zu vereiteln und mehrere noch bestehende Teilfürstentümer in das Großfürstentum Moskau einzubeziehen. Auch gegen das Anwachsen des klösterlichen Grundbesitzes ging die Regierung Helenas vor. Bedeutung erlangte ebenso die im Jahre 1535 durchgeführte Münzreform, durch die ein einheitliches Geldsystem geschaffen wurde. Günstig wirkte sich auch die Förderung aus, die sie der russischen Stadtentwicklung, vor allem im Süden des Landes, angedeihen ließ.
Gegen die stärker werdende Opposition ging die Regentin mit harter Hand vor. Auch außenpolitisch stellten sich Erfolge ein, wie der Friedensvertrag mit Litauen aus dem Jahre 1536 und die Neutralisierung Schwedens deutlich machten. Im April 1538 starb sie plötzlich; es hieß, Bojaren hätten sie vergiftet. Die nachfolgende Periode von 1538 bis 1547 war durch die Herrschaft einflussreicher Bojarenfamilien gekennzeichnet.